# Cayres
Cayres est une commune française située dans le département de la Haute-Loire, en région Auvergne-Rhône-Alpes. En 2022, elle compte 687 cayrois.

## Géographie

### Localisation
La commune de Cayres se trouve dans le département de la Haute-Loire, en  région Auvergne-Rhône-Alpes.
Elle se situe à 17,5 km par la route du Puy-en-Velay, préfecture du département. La commune fait en outre partie du bassin de vie du Puy-en-Velay.

Les communes les plus proches sont : Le Bouchet-Saint-Nicolas (4,2 km), Séneujols (4,3 km), Costaros (4,8 km), Le Brignon (5,9 km), Ouides (6,0 km), Saint-Jean-Lachalm (7,8 km), Solignac-sur-Loire (7,9 km), Saint-Christophe-sur-Dolaison (8,0 km).
| Séneujols          | Saint-Christophe-sur-Dolaison   | Solignac-sur-Loire |
| Saint-Jean-Lachalm | Cayres                          | Le Brignon         |
| Ouides             | Le Bouchet-Saint-Nicolas Landos | Costaros           |

### Lieux-dits, hameaux et écarts
La commune comprend 11 hameaux : Chacornac, Chaudeyrac, Espinasse, Preyssac, l'Herm, Auteyrac, Rivets, Vialettes, Nirandes, Trintignac et La Tronchère.

### Géologie et relief
La commune fait partie du massif du Devès. Le mont Recours est le point culminant de la commune à 1 382 m d'altitude.

### Hydrographie
La Gagne et la Beaume, affluents de la Loire, prennent leurs sources dans la commune.

### Climat
Pour des articles plus généraux, voir Climat d'Auvergne-Rhône-Alpes et Climat de la Haute-Loire.
En 2010, le climat de la commune est de type climat des marges montargnardes, selon une étude du Centre national de la recherche scientifique s'appuyant sur une série de données couvrant la période 1971-2000. En 2020, Météo-France publie une typologie des climats de la France métropolitaine dans laquelle la commune est exposée à un climat de montagne ou de marges de montagne et est dans la région climatique Sud-est du Massif Central, caractérisée par une pluviométrie annuelle de 1 000 à 1 500 mm, minimale en été, maximale en automne.
Pour la période 1971-2000, la température annuelle moyenne est de 7 °C, avec une amplitude thermique annuelle de 15,9 °C. Le cumul annuel moyen de précipitations est de 756 mm, avec 8,3 jours de précipitations en janvier et 6,5 jours en juillet. Pour la période 1991-2020, la température moyenne annuelle observée sur la station météorologique de Météo-France la plus proche, « Solignac-sur-Loire », sur la commune de Solignac-sur-Loire à 8 km à vol d'oiseau, est de 9,3 °C et le cumul annuel moyen de précipitations est de 759,7 mm,. Pour l'avenir, les paramètres climatiques de la commune estimés pour 2050 selon différents scénarios d'émission de gaz à effet de serre sont consultables sur un site dédié publié par Météo-France en novembre 2022.

## Urbanisme

### Typologie
Au 1er janvier 2024, Cayres est catégorisée commune rurale à habitat dispersé, selon la nouvelle grille communale de densité à sept niveaux définie par l'Insee en 2022.
Elle est située hors unité urbaine. Par ailleurs la commune fait partie de l'aire d'attraction du Puy-en-Velay, dont elle est une commune de la couronne,. Cette aire, qui regroupe 59 communes, est catégorisée dans les aires de 50 000 à moins de 200 000 habitants,.

### Occupation des sols
L'occupation des sols de la commune, telle qu'elle ressort de la base de données européenne d’occupation biophysique des sols Corine Land Cover (CLC), est marquée par l'importance des territoires agricoles (73,1 % en 2018), une proportion sensiblement équivalente à celle de 1990 (73,6 %). La répartition détaillée en 2018 est la suivante : 
prairies (38,1 %), zones agricoles hétérogènes (27 %), forêts (24,4 %), terres arables (8 %), zones urbanisées (1,5 %), eaux continentales (0,9 %). L'évolution de l’occupation des sols de la commune et de ses infrastructures peut être observée sur les différentes représentations cartographiques du territoire : la carte de Cassini (XVIIIe siècle), la carte d'état-major (1820-1866) et les cartes ou photos aériennes de l'IGN pour la période actuelle (1950 à aujourd'hui).

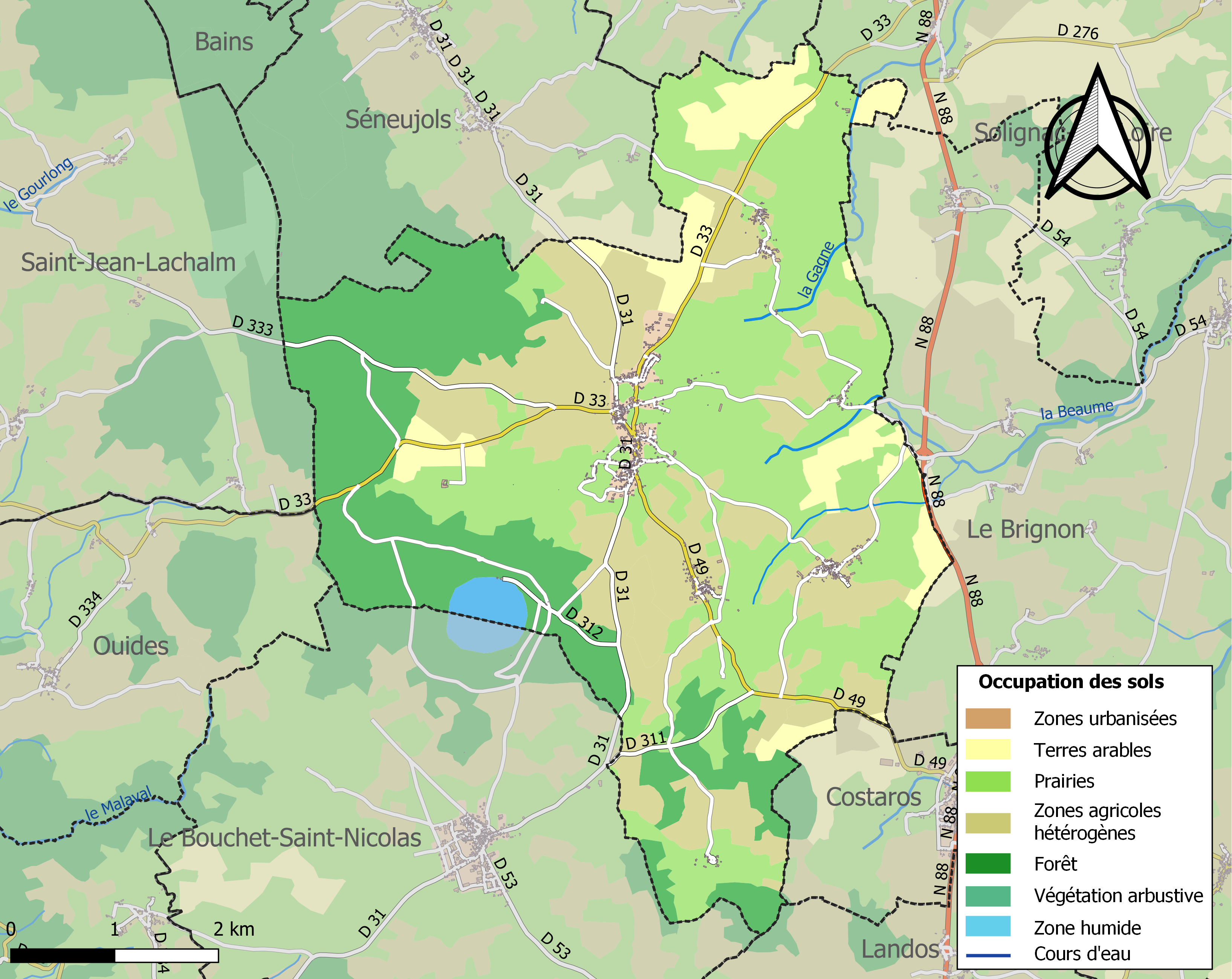
Carte des infrastructures et de l'occupation des sols de la commune en 2018 (CLC).
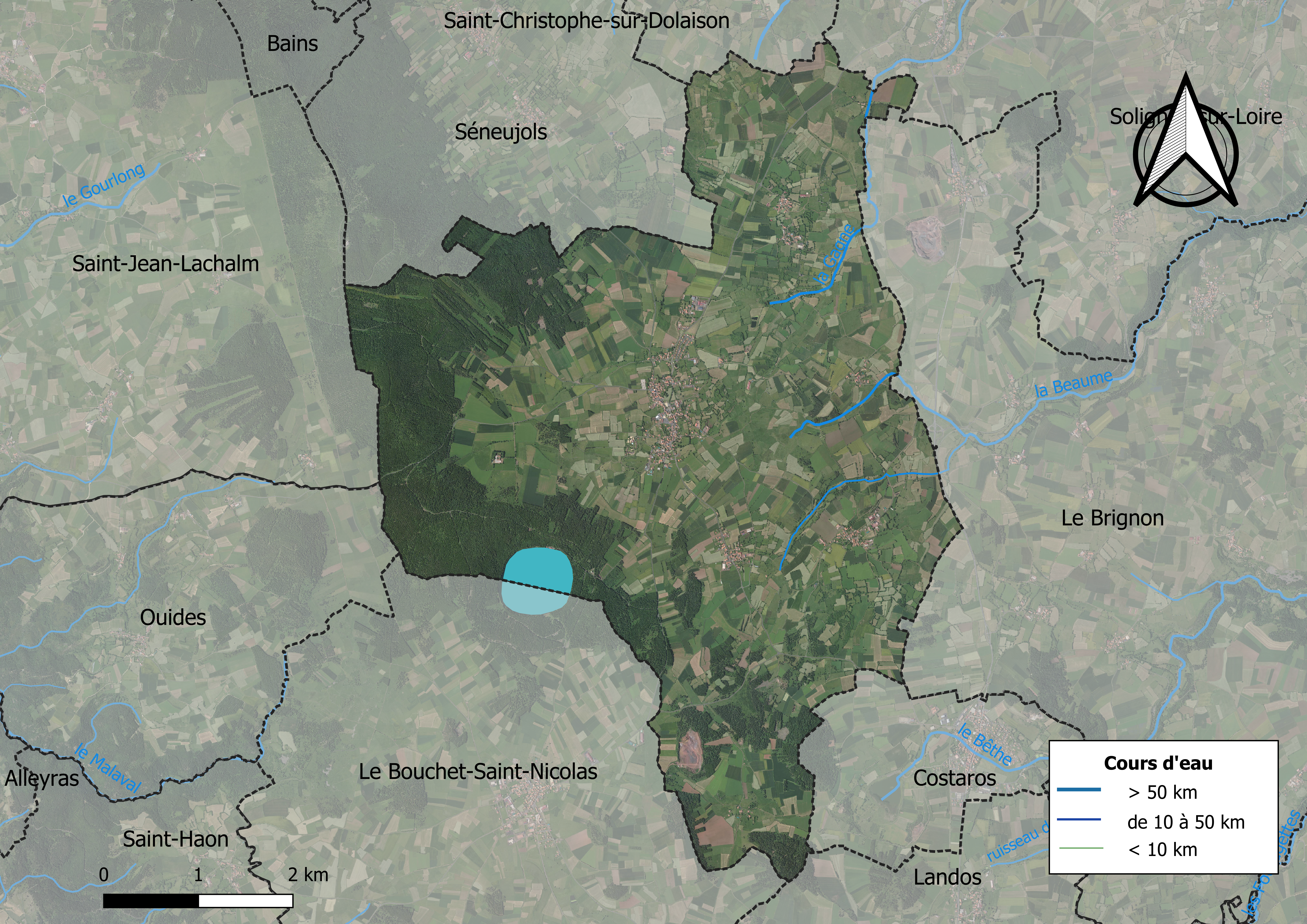
Carte orthophotographique de la commune.

### Habitat et logement
En 2018, le nombre total de  logements dans la commune était de 502, alors qu'il était de 480 en 2013  et de 467 en 2008.
Parmi ces logements, 61,4 %  étaient des résidences principales, 26,1 % des  résidences secondaires et 12,5 % des logements vacants. Ces logements étaient  pour 92,7 % d'entre eux des maisons individuelles et pour 7,3 % des  appartements.
Le tableau ci-dessous  présente la typologie des logements à Cayres en 2018 en comparaison avec  celle de la Haute-Loire et de la France entière. Une caractéristique  marquante du parc de logements est ainsi une proportion de résidences secondaires et logements occasionnels (26,1 %)  supérieure à celle du département (16,1 %) et à celle de la France entière  (9,7 %). Concernant le statut d'occupation de ces logements, 77,3 % des  habitants de la commune sont propriétaires de leur logement (73 % en 2013), contre 70 % pour la Haute-Loire et 57,5 pour la France entière.
| Typologie                                               | Cayres | Haute-Loire | France entière |
| ------------------------------------------------------- | ------ | ----------- | -------------- |
| Résidences principales (en %)                           | 61,4   | 71,5        | 82,1           |
| Résidences secondaires et logements occasionnels (en %) | 26,1   | 16,1        | 9,7            |
| Logements vacants (en %)                                | 12,5   | 12,4        | 8,2            |

## Toponymie
Quaires (1144), de Cadris (1385).
L'origine du toponyme découle de l'occitan caire, signifiant « pierre de taille », évoquant ainsi une forteresse.

## Histoire
Le village de Cayres a été fondé en 1820 par la famille Bussinat, de riches propriétaires agricoles de Haute Loire. Les moines Cisterciens y avaient installé bien avant un ermitage, pour l'isolement et le calme. Le village s'est ensuite développé autour d'une activité agricole conséquente[réf. nécessaire].
Le 26 juin 1821, Chacornac, alors commune, est absorbé par Cayres avec les hameaux de l'Herm, Nirande et Costaros. Costaros deviendra commune le 20 juin 1937.

## Politique et administration

### Découpage territorial
La commune de Cayres est membre de la communauté de communes des Pays de Cayres et de Pradelles, un établissement public de coopération intercommunale (EPCI) à fiscalité propre créé le 31 décembre 2000 dont le siège est à Costaros. Ce dernier est par ailleurs membre d'autres groupements intercommunaux.
Sur le plan administratif, elle est rattachée à l'arrondissement du Puy-en-Velay, au département de la Haute-Loire, en tant que circonscription administrative de l'État, et à la région Auvergne-Rhône-Alpes.
Sur le plan électoral, elle dépend du canton du Velay volcanique pour l'élection des conseillers départementaux, depuis le redécoupage cantonal de 2014 entré en vigueur en 2015, et de la deuxième circonscription de la Haute-Loire   pour les élections législatives, depuis le redécoupage électoral de 1986.

### Élections municipales et communautaires

#### Élections de 2020
Le conseil municipal de Cayres, commune de moins de 1 000 habitants, est élu au scrutin majoritaire plurinominal à deux tours avec candidatures isolées ou groupées et possibilité de panachage. Compte tenu de la population communale, le nombre de sièges à pourvoir lors des élections municipales de 2020 est de 15. Sur les seize candidats en lice, quinze sont élus dès le premier tour, le 15 mars 2020, correspondant à la totalité des sièges à pourvoir, avec un taux de participation de 48,05 %.
Ludovic Gire, maire sortant, est réélu pour un nouveau mandat le 26 mai 2020.
Dans les communes de moins de 1 000 habitants, les conseillers communautaires sont désignés parmi les conseillers municipaux élus en suivant l’ordre du tableau (maire, adjoints puis conseillers municipaux) et dans la limite du nombre de sièges attribués à la commune au sein du conseil communautaire. Quatre sièges sont attribués à la commune au sein de la communauté de communes des Pays de Cayres et de Pradelles.

#### Liste des maires
| Période                                  | Période    | Identité       | Étiquette | Qualité            |
| ---------------------------------------- | ---------- | -------------- | --------- | ------------------ |
| Les données manquantes sont à compléter. |            |                |           |                    |
| décembre 1880                            | ?          | Etienne Senac  |           |                    |
| mars 2001                                | avril 2014 | Marc Mouret    | UMP       | Conseiller général |
| avril 2014                               | 2020       | Philippe Mazet | SE        | Cadre              |
| 2020                                     | En cours   | Ludovic Gire   |           |                    |

## Population et société

### Démographie

#### Évolution démographique
L'évolution du nombre d'habitants est connue à travers les recensements de la population effectués dans la commune depuis 1793. Pour les communes de moins de 10 000 habitants, une enquête de recensement portant sur toute la population est réalisée tous les cinq ans, les populations de référence des années intermédiaires étant quant à elles estimées par interpolation ou extrapolation. Pour la commune, le premier recensement exhaustif entrant dans le cadre du nouveau dispositif a été réalisé en 2005.

En 2022, la commune comptait 687 habitants, en évolution de −5,5 % par rapport à 2016 (Haute-Loire : +0,36 %, France hors Mayotte : +2,11 %).
| 1793 | 1800 | 1806 | 1821 | 1831  | 1836  | 1841  | 1846  | 1851  |
| ---- | ---- | ---- | ---- | ----- | ----- | ----- | ----- | ----- |
| 711  | 678  | 749  | 656  | 1 208 | 1 270 | 1 179 | 1 278 | 1 313 |

| 1856  | 1861  | 1866  | 1872  | 1876  | 1881  | 1886  | 1891  | 1896  |
| ----- | ----- | ----- | ----- | ----- | ----- | ----- | ----- | ----- |
| 1 343 | 1 371 | 1 391 | 1 414 | 1 407 | 1 472 | 1 561 | 1 571 | 1 622 |

| 1901  | 1906  | 1911  | 1921  | 1926  | 1931  | 1936  | 1946 | 1954 |
| ----- | ----- | ----- | ----- | ----- | ----- | ----- | ---- | ---- |
| 1 691 | 1 726 | 1 689 | 1 560 | 1 500 | 1 524 | 1 518 | 887  | 814  |

| 1962 | 1968 | 1975 | 1982 | 1990 | 1999 | 2005 | 2006 | 2010 |
| ---- | ---- | ---- | ---- | ---- | ---- | ---- | ---- | ---- |
| 791  | 699  | 614  | 589  | 511  | 613  | 698  | 700  | 708  |

| 2015 | 2020 | 2022 | - | - | - | - | - | - |
| ---- | ---- | ---- | - | - | - | - | - | - |
| 728  | 700  | 687  | - | - | - | - | - | - |

#### Pyramide des âges
La population de la commune est relativement âgée.
En 2018, le taux de personnes d'un âge inférieur à 30 ans s'élève à 29 %, soit en dessous de la moyenne départementale (31 %). À l'inverse, le taux de personnes d'âge supérieur à 60 ans est de 34,5 % la même année, alors qu'il est de 31,1 % au niveau départemental.
En 2018, la commune comptait 354 hommes pour 365 femmes, soit un taux de 50,76 % de femmes, légèrement inférieur au taux départemental (50,87 %).
Les pyramides des âges de la commune et du département s'établissent comme suit.
| Hommes | Classe d’âge | Femmes |
| ------ | ------------ | ------ |
| 0,8    | 90 ou +      | 4,9    |
| 11,4   | 75-89 ans    | 13,8   |
| 20,3   | 60-74 ans    | 17,5   |
| 21,5   | 45-59 ans    | 20,6   |
| 18,9   | 30-44 ans    | 12,1   |
| 13,7   | 15-29 ans    | 16,9   |
| 13,4   | 0-14 ans     | 14,1   |

| Hommes | Classe d’âge | Femmes |
| ------ | ------------ | ------ |
| 0,9    | 90 ou +      | 2,5    |
| 8,4    | 75-89 ans    | 11,7   |
| 20,4   | 60-74 ans    | 20,5   |
| 21,3   | 45-59 ans    | 20,3   |
| 16,8   | 30-44 ans    | 16,3   |
| 15,2   | 15-29 ans    | 13,2   |
| 17     | 0-14 ans     | 15,6   |

### Manifestations culturelles et festivités
- Fête votive, le premier week-end de juillet[32].

### Cultes
Culte catholique à l'église Saint-Pierre de Cayres.

### Équipements et services publics
La commune comprend un centre d'incendie et de secours rattaché au service départemental d'incendie et de secours (SDIS) de Haute-Loire.
La commune dispose d'une école publique de 50 élèves, rattachée à l'académie de Clermont-Ferrand.

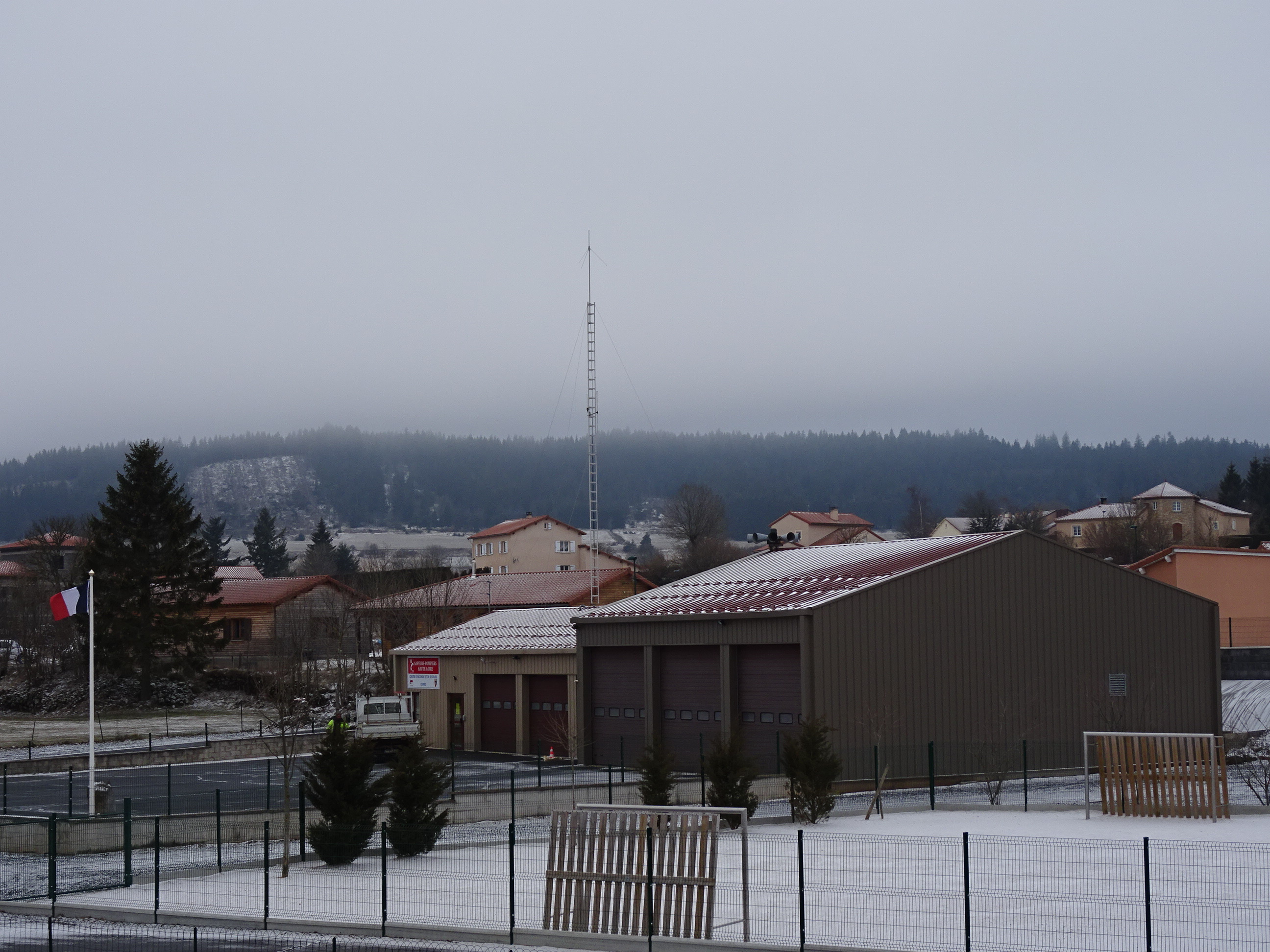
Le centre d'incendie et de secours de Cayres
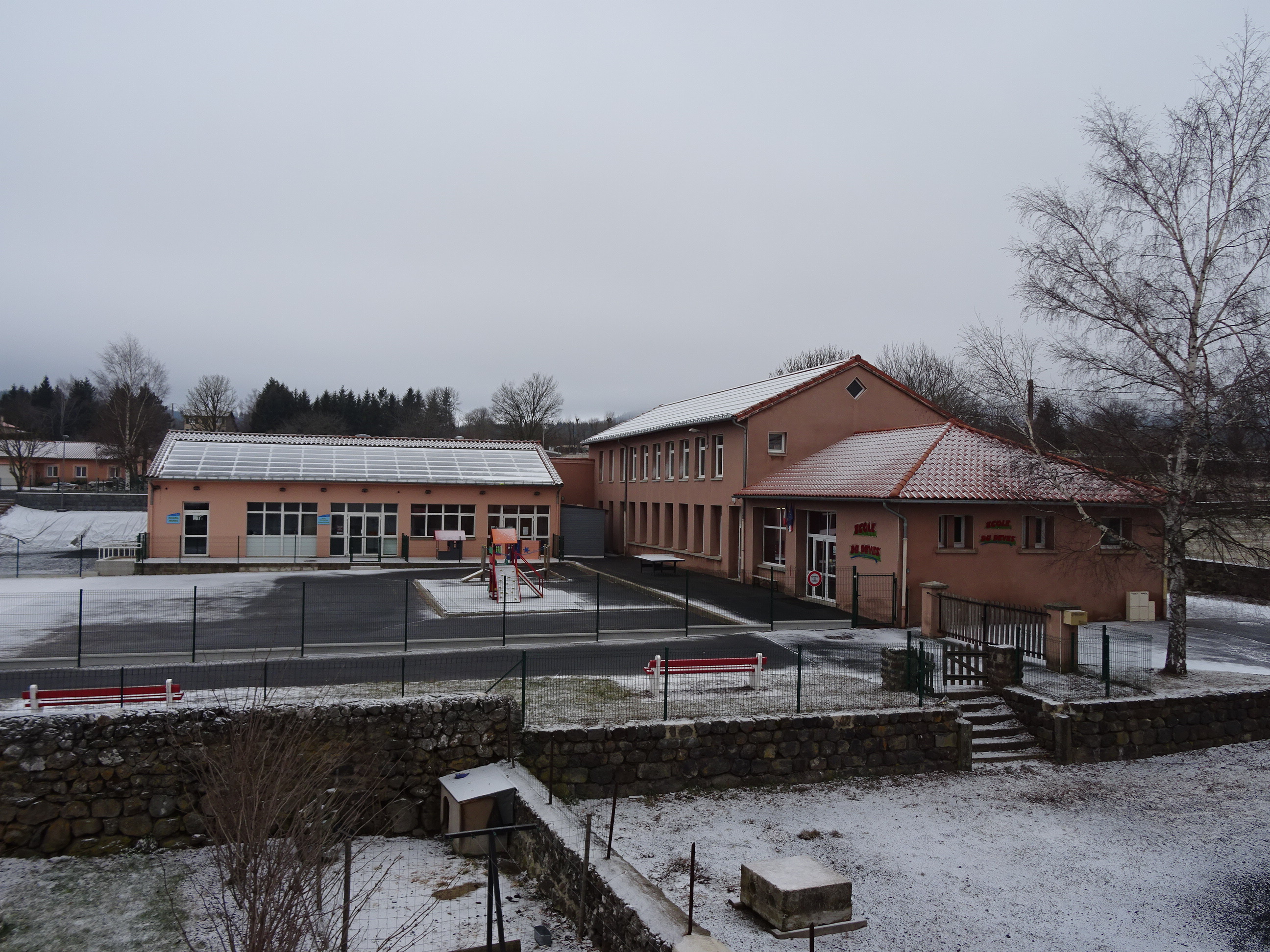
L'école publique du Devès

## Économie

### Revenus
En 2018, la commune compte 288 ménages fiscaux, regroupant 645 personnes. La médiane du revenu disponible par unité de consommation est de 20 020 € (20 800 € dans le département).

### Emploi
| Division       | 2008  | 2013  | 2018  |
| -------------- | ----- | ----- | ----- |
| Commune        | 5,5 % | 8,6 % | 5,1 % |
| Département    | 6,3 % | 7,7 % | 7,7 % |
| France entière | 8,3 % | 10 %  | 10 %  |

En 2018, la population âgée de 15 à 64 ans s'élève à 420 personnes, parmi lesquelles on compte 80,1 % d'actifs (75 % ayant un emploi et 5,1 % de chômeurs) et 19,9 % d'inactifs,. Depuis 2008, le taux de chômage communal (au sens du recensement) des 15-64 ans est inférieur à celui de la France et du département.
La commune fait partie de la couronne de l'aire d'attraction du Puy-en-Velay, du fait qu'au moins 15 % des actifs travaillent dans le pôle,. Elle compte 202 emplois en 2018, contre 228 en 2013 et 211 en 2008. Le nombre d'actifs ayant un emploi résidant dans la commune est de 319, soit un indicateur de concentration d'emploi de 63,3 % et un taux d'activité parmi les 15 ans ou plus de 54,9 %.
Sur ces 319 actifs de 15 ans ou plus ayant un emploi, 99 travaillent dans la commune, soit 31 % des habitants. Pour se rendre au travail, 85,6 % des habitants utilisent un véhicule personnel ou de fonction à quatre roues, 7,1 % s'y rendent en deux-roues, à vélo ou à pied et 7,3 % n'ont pas besoin de transport (travail au domicile).

## Culture locale et patrimoine

### Lieux et monuments
- L'église Saint-Pierre de Cayres, édifice inscrit au titre des monuments historiques par arrêté du 7 octobre 1935[35].
- La chapelle Saint-Amant, inscrite au titre des monumenst historiques par arrêté du 31 décembre 1985[36].
- Ferme Arnaud, inscrite monument historique en 1990[37].
- Ferme Boudoul, inscrite monument historique en 1990[38].
- Ferme de Chanial, inscrite monument historique en 1990[39].
- Ferme Villard, inscrite monument historique en 1990[40].
- Maison Cazes, inscrite monument historique en 1990[41].
- Le lac du Bouchet, lac volcanique de 44 ha à 1 205 mètres d'altitude, avec des possibilités de randonnée pédestre, triathlon duathlon, pêche et baignade.

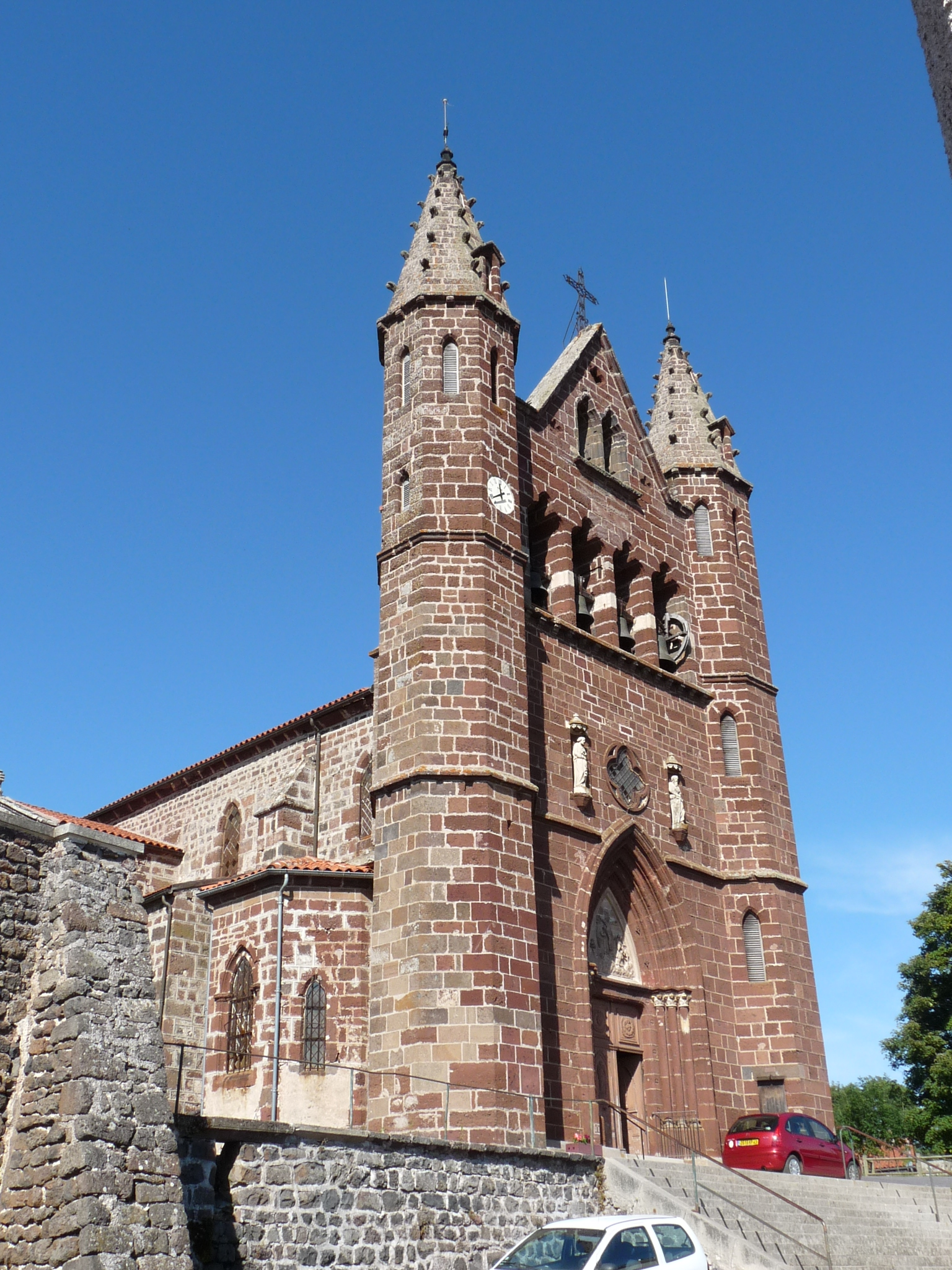
Église Saint-Pierre de Cayres.
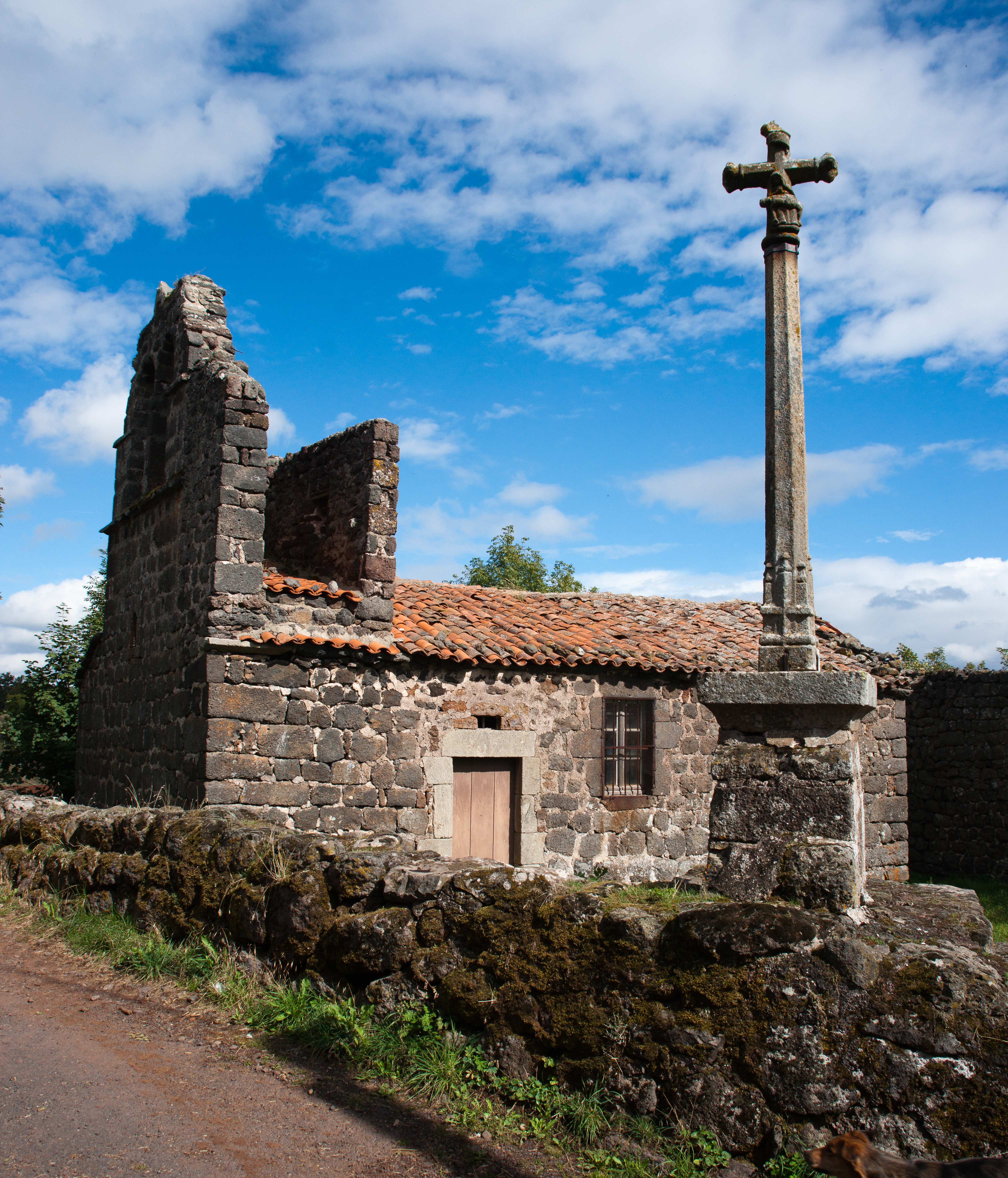
Chapelle Saint-Amant.
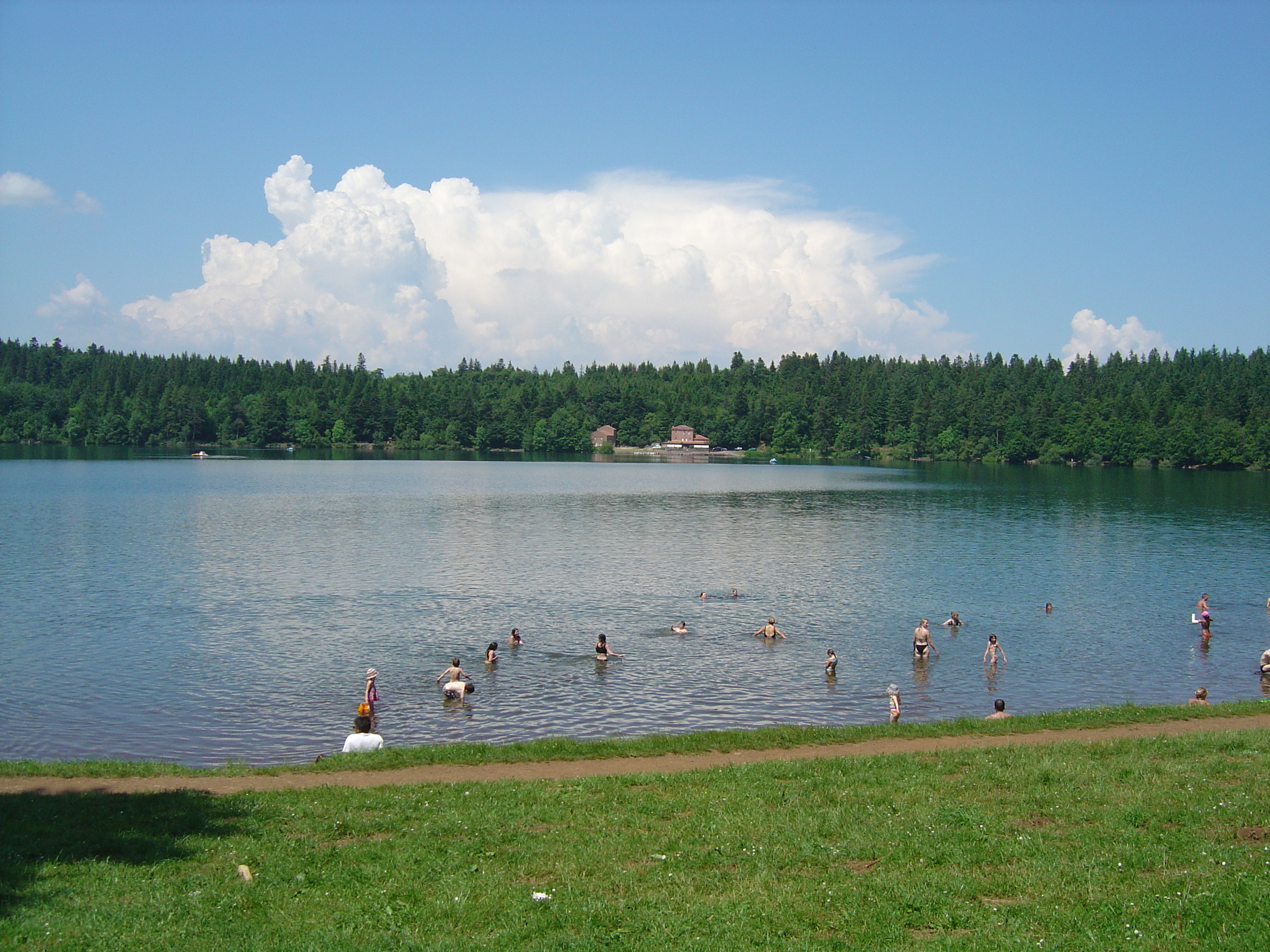
Lac du Bouchet.

### Héraldique, logotype et devise
| Blason de Cayres | Blason  | D'azur à trois colombes en vol d'argent tenant chacune en leur bec un rameau d'olivier de sinople ; à la bordure d'or chargée en chef de l'inscription « CAYRES » de sable. |
| Blason de Cayres | Détails | Le statut officiel du blason reste à déterminer. |